# Servicegarantie
Eine Servicegarantie enthält ein Versprechen eines Dienstleisters, eine Dienstleistung in einer bestimmten Weise zu erbringen und sagt bei Nichteinhalten der angekündigten Standards konkrete Ersatz- oder Entschädigungsleistungen zu. Sie ist somit ein Mittel, um Vertrauen und Zufriedenheit der Kunden, besonders bei Leistungsmängel oder Störungen, zu erhalten bzw. wiederherzustellen. Service-Level-Agreement hat eine sehr ähnliche Zielsetzung, ist aber eine Vereinbarung  zwischen Auftraggeber und Dienstleister.
Servicegarantien sind abzugrenzen von Qualitäts- bzw. Leistungsversprechen, die lediglich Standards kommunizieren, welche das Unternehmen bemüht ist zu erfüllen, ohne Aussagen zu Entschädigungen bei Mängeln der Dienstleistung zu machen. Solche Versprechen werden etwa unter dem Begriff „Kundencharta“ kommuniziert. Ebenso unterscheidet sich eine Garantie von Entschädigungsansprüchen auf gesetzlicher Gewährleistung, da Garantien vom Anbieter freiwillig gegeben werden und über den gesetzlich vorgesehenen Anspruch hinausgehen können.
Allerdings ist die Begriffsverwendung nicht immer einheitlich. Ferner können die unterschiedlichen Formen der Qualitätszusagen auch nebeneinander bestehen. So kann eine Kundencharta umfangreiche Qualitätsversprechen enthalten, von denen nur für einen Teil eine Servicegarantie ausgesprochen wird und wiederum andere Merkmale durch rechtliche Ansprüche abgesichert sind.

Abgrenzung der Verbindlichkeit von Qualitätszusagen im öffentlichen Verkehr

Das Konzept der Servicegarantie wurde in den 1980er Jahren in den USA entwickelt und seit Mitte der 1990er Jahre auch in Europa diskutiert und eingesetzt. Es findet hier besonders im öffentlichen Verkehr Anwendung, wo es teils als Ergänzung, teils als Ersatz von Fahrgastrechten angesehen wird. Besonderheiten von Servicegarantien liegen dabei in:
- Dienstleistungen können im Gegensatz zu Waren von Kaufinteressenten nicht vorab in Augenschein genommen werden.
- Bei Mängeln können sie nicht einfach durch Umtausch gegen ein fehlerfreies Stück ersetzt, sondern der Fehler nur durch nachträgliche Korrekturen oder Kompensationsleistungen gemildert werden.
- Die Festlegung, was fehlerfrei und was fehlerhaft ist, ist oft schwerer zu treffen und stärker von subjektiven Einschätzungen abhängig.

Neben der konkreten Hilfestellung im Störungsfall sind Servicegarantien daher aus Kundenperspektive vor allem ein Qualitätssignal, mit dem Vertrauen in die Dienstleistung geschaffen werden soll. Aus Anbietersicht bieten sie die Möglichkeit, als Instrument der Qualitätssteuerung und -kontrolle Aufschlüsse über Probleme zu erhalten, indem die eingehenden Garantieanträge systematisch ausgewertet werden. Beides erfordert, die Garantie umfassend zu kommunizieren und sinnvoll zu gestalten. Dabei sind nach Hart folgende Anforderungen zu beachten:
1. Sie soll sich auf die Hauptaspekte der Dienstleistung beziehen.
2. Es sind aus Kundensicht angemessene (signifikante) Wiedergutmachungsleistungen anzubieten.
3. Gültigkeitsbegrenzungen sollten gering gehalten oder ganz vermieden werden.
4. Die Garantie ist präzise zu formulieren und vielfältig zu kommunizieren.
5. Das Einfordern der Entschädigungsleistungen sollte einfach möglich sein.